# Borrah Minevitch
Borrah Minevitch (geboren als Boruch Minewitz; * 5. November 1902 in Borowino/Gouvernement Minsk, Russisches Kaiserreich, heute Belarus; † 26. Juni 1955 in Paris, Frankreich) war ein russisch-US-amerikanischer Mundharmonikaspieler und Bandleader.

## Leben
Minevitch kam mit seiner Familie 1912 in die USA, wo sein Vater kurz darauf starb, so dass seine Mutter allein für ihren und den Unterhalt ihrer sieben Kinder sorgen musste. Minevitch verkaufte nach der Schule Zeitungen, nahm Violinunterricht und spielte Mundharmonika. Im Alter von 18 Jahren begann er ein Studium am City College of New York. Seinen Lebensunterhalt verdiente er durch Arbeit bei einem Gemüsehändler, in einem Schuhladen und einem Kindergarten. Seine Abschlussarbeit hatte den Titel The History and Shortcomings of the Harmonica as a musical instrument.
1925 gründete Minevitch seine erste Mundharmonikagruppe. Mit dieser trat er im Folgejahr erfolgreich bei einer Wohltätigkeitsveranstaltung in der Carnegie Hall auf. Sein Versuch, mit einem Symphonic Harmonica Ensemble in klassischen Konzerthallen Fuß zu fassen, scheiterte, und er gab dieses Projekt auf. Darauf gründete er mit Lou Delin (von der Hebrew Orphan Asylum Harmonica Band), Ben Dansky, Ernie Morris, Louis Feldman, Johnny Puleo und anderen die Vaudevillegruppe Borrah Minevitch and his Harmonica Rascals. Diese konnte sich mit großem Erfolg gegen die starke Konkurrenz durch Musiker wie Charlie Snows Broadway Pirates, Charles Benningtons N.Y. Newsboys Harmonica Band, das Cappy Barras Harmonica Ensemble, Johnny O’Briens Harmonica Hi-Hats und Murray Lanes Harmonica Scamps behaupten. Im Laufe der Jahre gehörten seinen Rascals etwa einhundert Musiker an. 1933 entstanden ihre ersten Aufnahmen bei Brunswick Records. Später nahmen sie auch bei Decca Records auf, wo Richard Hayman Minevitch als Arrangeur engagiert hatte. Bei einer Europatournee mit den Rascals trat er in Amsterdam und 1936 in der Londoner Queen’s Hall auf.
Seinen ersten Auftritt im Kino hatte Minevitch in einem Kurzfilm von Lee DeForest. Nach mehreren Auftritten in Kurzfilmen mit den Rascals wirkte er mit diesen u. a. in den Filmen Lazy Bones (1934), Dreamland (mit Eddie Cantor, 1935), One in a Million (mit Sonja Henie und Don Ameche, 1936), Love under Fire (mit John Carradine und Frances Drake, 1937) Rascals (mit Jane Withers und Robert Wilcox, 1938), Hit Parade of 1941 (mit Phil Silvers), Always in my Heart (Im Schatten des Herzens, mit Walter Huston und Kay Francis, 1941), Tramp, tramp, tramp (1942) und Top Man (mit Donald O’Connor, 1943) mit.
Über Minevitch wurden zwei Kurzfilme produziert: Borrah Minevitch et ses Harmonica Rascals (Vitaphone, 1935) und  Borrah Minevitch and Harmonica School (von Jean Negulesco, Warner Bros., 1942). 1947 zog er sich von seiner aktiven Musikerlaufbahn zurück und ließ sich in Frankreich nieder. Dort betätigte er sich als Filmproduzent und -verleiher – u. a. brachte er Jacques Tatis Filme Jour de fête (Tatis Schützenfest, 1949) und Les vacances de Monsieur Hulot (Die Ferien des Monsieur Hulot, 1953) auf den US-amerikanischen Markt – und betrieb in Paris die Jazzdiskothek Au Franc Pinot. Die Leitung der Rascals übertrug er Johnny Puleo. 1959 versuchte seine Witwe Lydia Minevitch erfolglos, die Rascals mit Alex Novelle als Leiter wieder aufleben zu lassen. Da der Name Harmonica Rascals nicht geschützt worden war, konnte Paul Baron daran mit seinen Paul Baron Harmonica Rascals anschließen.